# Eastwood, Nottinghamshire
Eastwood är en stad och civil parish i distriktet Broxtowe i grevskapet Nottinghamshire i England. Orten har 10 695 invånare (2011). Byn nämndes i Domedagsboken (Domesday Book) år 1086, och kallades då Estewic.